# Mohamed Yasseen
Mohamed Mahmoud Muhammad Yasseen (arabiska: محمد محمود محمد ياسين), född 5 januari 2004, är en egyptisk fäktare som tävlar i värja.

## Karriär
Vid junior-VM 2021 i Kairo tog Yasseen silver individuellt i värja och brons i lagtävlingen. Vid junior-VM 2022 i Dubai tog han återigen silver individuellt i värja samt guld i lagtävlingen. Vid junior-VM 2023 i Plovdiv tog Yasseen guld både individuellt och i lagtävlingen i värja.
Vid olympiska sommarspelen 2024 i Paris blev Yasseen utslagen i sextondelsfinalen i värja av japanske Kazuyasu Minobe. Han slutade även på åttonde plats tillsammans med Mahmoud El-Sayed, Mohamed El-Sayed och Mahmoud Mohsen i lagtävlingen i värja.